# Walt Hansgen
Walter Edwin „Walt“ Hansgen (* 28. Oktober 1919 in Westfield, New Jersey; † 7. April 1966 in Orléans, Frankreich) war ein US-amerikanischer Autorennfahrer.

## Karriere
Walt Hansgen war einer der besten US-amerikanischen Sportwagenpiloten der 1950er-Jahre. Sein Ruf baute auf seine Erfolge mit Rennfahrzeugen von Jaguar auf, die er vor allem für die Rennmannschaft von Briggs Cunningham erzielte. 1958 kam er nach Großbritannien und wurde Werksfahrer bei Lister.
In den frühen 1960er-Jahren versuchte er sich auch im Monoposto. Zweimal war er beim Großen Preis der USA in Watkins Glen am Start. 1961 fuhr er einen Cooper T53 und schied nach einem Unfall früh aus. 1964 bestritt er das Rennen auf einem Werks-Lotus 33, wurde Fünfter und sicherte sich zwei Punkte für die Fahrerweltmeisterschaft. Im selben Jahr wurde er Dreizehnter beim 500-Meilen-Rennen in Indianapolis.
Die wirklich großen Erfolge feierte er im Sportwagen. Er pilotierte einen Ferrari 250LM und einen Lola T70 in der Sportwagen-Weltmeisterschaft. 1966 wurde er gemeinsam mit Mark Donohue auf einem Ford GT40 Dritter bei den 24 Stunden von Daytona und Zweiter beim 12-Stunden-Rennen von Sebring.
Beim Testwochenende zum 24-Stunden-Rennen von Le Mans 1966 verunglückte Hansgen tödlich. Er stieß mit seinem Auto gegen die am Rand der Rennstrecke liegenden Sandsäcke. Dadurch stürzte der Wagen um und Hansgen erlitt schwere Kopfverletzungen, denen er nach einigen Tagen erlag.

## Statistik

### Statistik in der Automobil-Weltmeisterschaft
Diese Statistik umfasst alle Teilnahmen des Fahrers an der Automobil-Weltmeisterschaft, die heutzutage als Formel-1-Weltmeisterschaft bezeichnet wird.

#### Gesamtübersicht
| Saison | Team             | Chassis    | Motor         | Rennen | Siege | Zweiter | Dritter | Poles | schn. Rennrunden | Punkte | WM-Pos. |
| ------ | ---------------- | ---------- | ------------- | ------ | ----- | ------- | ------- | ----- | ---------------- | ------ | ------- |
| 1961   | Momo Corporation | Cooper T53 | Climax 1.5 L4 | 1      | −     | −       | −       | −     | −                | −      | NC      |
| 1964   | Team Lotus       | Lotus 33   | Climax 1.5 V8 | 1      | −     | −       | −       | −     | −                | 2      | 16.     |
| Gesamt | Gesamt           | Gesamt     | Gesamt        | 2      | −     | −       | −       | −     | −                | 2      |         |

#### Einzelergebnisse
| Saison | 1 | 2 | 3 | 4 | 5 | 6 | 7   | 8 | 9 | 10 |
| ------ | - | - | - | - | - | - | --- | - | - | -- |
| 1961   |   |   |   |   |   |   |     |   |   |    |
|        |   |   |   |   |   |   | DNF |   |   |    |
| 1964   |   |   |   |   |   |   |     |   |   |    |
|        |   |   |   |   |   |   |     | 5 |   |    |

| Legende  | Legende            | Legende                                                          |
| Farbe    | Abkürzung          | Bedeutung                                                        |
| -------- | ------------------ | ---------------------------------------------------------------- |
| Gold     | –                  | Sieg                                                             |
| Silber   | –                  | 2. Platz                                                         |
| Bronze   | –                  | 3. Platz                                                         |
| Grün     | –                  | Platzierung in den Punkten                                       |
| Blau     | –                  | Klassifiziert außerhalb der Punkteränge                          |
| Violett  | DNF                | Rennen nicht beendet (did not finish)                            |
| Violett  | NC                 | nicht klassifiziert (not classified)                             |
| Rot      | DNQ                | nicht qualifiziert (did not qualify)                             |
| Rot      | DNPQ               | in Vorqualifikation gescheitert (did not pre-qualify)            |
| Schwarz  | DSQ                | disqualifiziert (disqualified)                                   |
| Weiß     | DNS                | nicht am Start (did not start)                                   |
| Weiß     | WD                 | zurückgezogen (withdrawn)                                        |
| Hellblau | PO                 | nur am Training teilgenommen (practiced only)                    |
| Hellblau | TD                 | Freitags-Testfahrer (test driver)                                |
| ohne     | DNP                | nicht am Training teilgenommen (did not practice)                |
| ohne     | INJ                | verletzt oder krank (injured)                                    |
| ohne     | EX                 | ausgeschlossen (excluded)                                        |
| ohne     | DNA                | nicht erschienen (did not arrive)                                |
| ohne     | C                  | Rennen abgesagt (cancelled)                                      |
| ohne     | keine WM-Teilnahme |                                                                  |
| sonstige | P/fett             | Pole-Position                                                    |
| sonstige | 1/2/3/4/5/6/7/8    | Punktplatzierung im Sprint-/Qualifikationsrennen                 |
| sonstige | SR/kursiv          | Schnellste Rennrunde                                             |
| sonstige | *                  | nicht im Ziel, aufgrund der zurückgelegten Distanz aber gewertet |
| sonstige | ()                 | Streichresultate                                                 |
| sonstige | unterstrichen      | Führender in der Gesamtwertung                                   |

### Le-Mans-Ergebnisse
| Jahr | Team                 | Fahrzeug                  | Teamkollege   | Platzierung | Ausfallgrund       |
| ---- | -------------------- | ------------------------- | ------------- | ----------- | ------------------ |
| 1959 | Brian Lister         | Lister LM                 | Peter Blond   | Ausfall     | Motorschaden       |
| 1960 | Briggs S. Cunningham | Jaguar D-Type 2A          | Dan Gurney    | Ausfall     | Zylinder überhitzt |
| 1961 | Briggs Cunningham    | Maserati Tipo 63          | Bruce McLaren | Ausfall     | Unfall             |
| 1962 | Briggs Cunningham    | Maserati Tipo 151         | Bruce McLaren | Ausfall     | Kraftübertragung   |
| 1963 | Briggs Cunningham    | Jaguar E-Type Lightweight | Augie Pabst   | Ausfall     | Getriebeschaden    |

### Sebring-Ergebnisse
| Jahr | Team                            | Fahrzeug                   | Teamkollege       | Platzierung            | Ausfallgrund    |
| ---- | ------------------------------- | -------------------------- | ----------------- | ---------------------- | --------------- |
| 1952 | Randy Pearsall                  | MG TD                      | Randy Pearsall    | Rang 10                |                 |
| 1953 | Walt Hansgen                    | Jaguar XK 120              | Donald McKnought  | Rang 12                |                 |
| 1954 | Walt Hansgen                    | Jaguar C-Type              | Donald McKnought  | Ausfall                | Motorschaden    |
| 1955 | George Tilp                     | Osca MT4 1350              | William Eager     | Ausfall                | Differential    |
| 1956 | Raceway Enterprises             | Chevrolet Corvette Spezial | John Fitch        | Rang 9 und Klassensieg |                 |
| 1957 | B. S. Cunningham                | Jaguar D-Type              | Russ Boss         | Rang 5                 |                 |
| 1958 | Alfred Momo                     | Jaguar D-Type              | Briggs Cunningham | Ausfall                | Zylinderschaden |
| 1959 | Briggs Cunningham               | Lister                     | Dick Thompson     | Rang 12                |                 |
| 1960 | Jaguar Distributors of New York | Maserati Tipo 61           | Ed Crawford       | Ausfall                | Differential    |
| 1961 | Momo Corporation                | Maserati Tipo 63           | Bruce McLaren     | Ausfall                | Differential    |
| 1962 | Briggs Cunningham               | Maserati Tipo 64           | Dick Thompson     | Ausfall                | Aufhängung      |
| 1963 | Briggs Cunningham               | Jaguar E-Type Lightweight  | Bruce McLaren     | Rang 8                 |                 |
| 1964 | Mecom Racing Team               | Lola Mk6 GT                | Augie Pabst       | Ausfall                | Motorschaden    |
| 1965 | Mecom Racing Team               | Ferrari 250LM              | Mark Donohue      | Rang 11                |                 |
| 1966 | Holman & Moody                  | Ford GT40MK.II             | Mark Donohue      | Rang 2                 |                 |

### Einzelergebnisse in der Sportwagen-Weltmeisterschaft
| Saison | Team                                              | Rennwagen                                                         | 1   | 2   | 3   | 4   | 5   | 6   | 7   | 8   | 9   | 10  | 11  | 12  | 13  | 14  | 15  | 16  | 17  | 18  | 19  | 20  | 21  | 22  |
| ------ | ------------------------------------------------- | ----------------------------------------------------------------- | --- | --- | --- | --- | --- | --- | --- | --- | --- | --- | --- | --- | --- | --- | --- | --- | --- | --- | --- | --- | --- | --- |
| 1953   | Walt Hansgen                                      | Jaguar XK 120                                                     | SEB | MIM | LEM | SPA | NÜR | RTT | CAP |     |     |     |     |     |     |     |     |     |     |     |     |     |     |     |
| 1953   | Walt Hansgen                                      | Jaguar XK 120                                                     | 12  |     |     |     |     |     |     |     |     |     |     |     |     |     |     |     |     |     |     |     |     |     |
| 1954   | Walt Hansgen                                      | Jaguar C-Type                                                     | BUA | SEB | MIM | LEM | RTT | CAP |     |     |     |     |     |     |     |     |     |     |     |     |     |     |     |     |
| 1954   | Walt Hansgen                                      | Jaguar C-Type                                                     | DNF |     |     |     |     |     |     |     |     |     |     |     |     |     |     |     |     |     |     |     |     |     |
| 1955   | George Tilp                                       | Osca MT4                                                          | BUA | SEB | MIM | LEM | RTT | TAR |     |     |     |     |     |     |     |     |     |     |     |     |     |     |     |     |
| 1955   | George Tilp                                       | Osca MT4                                                          | DNF |     |     |     |     |     |     |     |     |     |     |     |     |     |     |     |     |     |     |     |     |     |
| 1956   | Raceway Enterprises                               | Chevrolet Corvette Spezial                                        | BUA | SEB | MIM | NÜR | KRI |     |     |     |     |     |     |     |     |     |     |     |     |     |     |     |     |     |
| 1956   | Raceway Enterprises                               | Chevrolet Corvette Spezial                                        | 9   |     |     |     |     |     |     |     |     |     |     |     |     |     |     |     |     |     |     |     |     |     |
| 1957   | Briggs Cunningham                                 | Jaguar D-Type                                                     | BUA | SEB | MIM | NÜR | LEM | KRI | CAR |     |     |     |     |     |     |     |     |     |     |     |     |     |     |     |
| 1957   | Briggs Cunningham                                 | Jaguar D-Type                                                     | 5   |     |     |     |     |     |     |     |     |     |     |     |     |     |     |     |     |     |     |     |     |     |
| 1958   | Briggs Cunningham                                 | Jaguar D-Type                                                     | BUA | SEB | TAR | NÜR | LEM | RTT |     |     |     |     |     |     |     |     |     |     |     |     |     |     |     |     |
| 1958   | Briggs Cunningham                                 | Jaguar D-Type                                                     | DNF |     |     |     |     |     |     |     |     |     |     |     |     |     |     |     |     |     |     |     |     |     |
| 1959   | Briggs Cunningham Brian Lister                    | Lister                                                            | SEB | TAR | NÜR | LEM | RTT |     |     |     |     |     |     |     |     |     |     |     |     |     |     |     |     |     |
| 1959   | Briggs Cunningham Brian Lister                    | Lister                                                            | 12  |     |     | DNF |     |     |     |     |     |     |     |     |     |     |     |     |     |     |     |     |     |     |
| 1960   | Jaguar Distributors of New York Briggs Cunningham | Maserati Tipo 61 Jaguar D-Type                                    | BUA | SEB | TAR | NÜR | LEM |     |     |     |     |     |     |     |     |     |     |     |     |     |     |     |     |     |
| 1960   | Jaguar Distributors of New York Briggs Cunningham | Maserati Tipo 61 Jaguar D-Type                                    |     | DNF |     |     | DNF |     |     |     |     |     |     |     |     |     |     |     |     |     |     |     |     |     |
| 1961   | Momo Corporation Briggs Cunningham                | Maserati Tipo 63                                                  | SEB | TAR | NÜR | LEM | PES |     |     |     |     |     |     |     |     |     |     |     |     |     |     |     |     |     |
| 1961   | Momo Corporation Briggs Cunningham                | Maserati Tipo 63                                                  | DNF |     |     | DNF |     |     |     |     |     |     |     |     |     |     |     |     |     |     |     |     |     |     |
| 1962   | Briggs Cunningham                                 | Jaguar E-Type Fiat-Abarth 1000 Maserati Tipo 64 Maserati Tipo 151 | DAY | SEB | SEB | MAI | TAR | BER | NÜR | LEM | TAV | CCA | RTT | NÜR | BRI | BRI | PAR |     |     |     |     |     |     |     |
| 1962   | Briggs Cunningham                                 | Jaguar E-Type Fiat-Abarth 1000 Maserati Tipo 64 Maserati Tipo 151 | 17  | 2   | DNF |     |     |     |     | DNF |     |     |     |     | 4   | 6   |     |     |     |     |     |     |     |     |
| 1963   | Briggs Cunningham                                 | Jaguar E-Type                                                     | DAY | SEB | SEB | TAR | SPA | MAI | NÜR | CON | ROS | LEM | MON | WIS | TAV | FRE | CCE | RTT | OVI | NÜR | MON | MON | TDF | BRI |
| 1963   | Briggs Cunningham                                 | Jaguar E-Type                                                     | DNF |     | 8   |     |     |     |     |     |     | DNF |     |     |     |     |     |     |     |     |     |     |     | 3   |
| 1964   | North American Racing Team Mecom Racing Team      | Ferrari 250 GTO Lola Mk6 GT                                       | DAY | SEB | TAR | MON | SPA | CON | NÜR | ROS | LEM | REI | FRE | CCE | RTT | SIM | NÜR | MON | TDF | BRI | BRI | PAR |     |     |
| 1964   | North American Racing Team Mecom Racing Team      | Ferrari 250 GTO Lola Mk6 GT                                       | 3   | DNF |     |     |     |     |     |     |     |     |     |     |     |     |     |     |     |     | 1   |     |     |     |
| 1965   | North American Racing Team Mecom Racing Team      | Ferrari 275P Ferrari 250LM                                        | DAY | SEB | BOL | MON | MON | RTT | TAR | SPA | NÜR | MUG | ROS | LEM | REI | BOZ | FRE | CCE | OVI | NÜR | BRI | BRI |     |     |
| 1965   | North American Racing Team Mecom Racing Team      | Ferrari 275P Ferrari 250LM                                        | DNF | 11  |     |     |     |     |     |     |     |     |     |     |     |     |     |     |     |     |     | DNF |     |     |
| 1966   | Holman & Moody                                    | Ford GT40                                                         | DAY | SEB | MON | TAR | SPA | NÜR | LEM | MUG | CCE | HOK | SIM | NÜR | ZEL |     |     |     |     |     |     |     |     |     |
| 1966   | Holman & Moody                                    | Ford GT40                                                         | 3   | 2   |     |     |     |     |     |     |     |     |     |     |     |     |     |     |     |     |     |     |     |     |